# مغامرات جاكي شان
مغامرات جاكي شان (بالإنجليزية: Jackie Chan Adventures)‏ مسلسل رسوم متحركة أمريكي، ابتكره جون روجرز ودوان كابيزي وجيف كلاين، المسلسل من إنتاج تلفزيون سوني بيكتشورز. عُرض المسلسل الكارتوني لأول مرة في 9 سبتمبر 2000، واستمر لمدة خمسة مواسم حتى نهايته في 8 يوليو 2005. ويركز المسلسل على نسخة خيالية لنجم أفلام الحركة في هونغ كونغ جاكي شان، الذي يعمل كعالم آثار ووكيل خاص، يكافح التهديدات التي هي في الأساس سحرية وخارقة للطبيعة، استنادًا إلى أساطير واقعية وقصص خارقة للطبيعة من آسيا وحول العالم، بمساعدة عائلته وأصدقائه المقربين.
تضمنت العديد من الحلقات التي تم إنشاؤها لمغامرات جاكي شان إشارات إلى أعمال شان الفعلية، حيث قدم الممثل مظاهرًا حية في شكل مقابلة، والإجابة على أسئلة حول حياته وعمله. تم بث المسلسل في الولايات المتحدة على كيدز دابليو بي، مع إعادة بثه على جيتكس، وكذلك على كرتون نتورك. أثبت المسلسل نجاحه على تلفزيون الأطفال، بما في ذلك نجاحه خارج الولايات المتحدة، ما شجع على ابتكار لعبة فيديو استنادًا للمسلسل.

## القصة

### الموسم الأول
يحكي الموسم الأول قصة البطل .حيث انه مجرد عالم اثار استخرج ترسا من قلعة مهجورة في بافاريا وهذا الدرع به حجر في وسطه عليه صورة ديك ثم تاتي عصابة اليد السوداء لتاخذ منه الحجر لكنه يرفض ويقاتلهم ثم يكتشف جاكي وعمه وابنة اخته ان هذا الحجر هو رمز الديك وبه قوة خارقة تسمح للشخص بالطيران . كما انه حجر واحد من 12 حجر منتشرة في العالم لكل حجر قوة خاصة هي : الديك والثور والافعى والارنب والتنين والخروف والحصان والكلب والخنزير والقرد والنمر والجرذ . يقابل جاكي في الموسم الأول صديقه الكابتن بلاك الذي لديه قسم تحقيق فدرالي هو القسم 13 ويقابل اعداء مثل فلمونت رئيس عصابة اليد السوداء الذين يريدون الرموز ال12 لرئيسهم شيندو وهو تنين صاحب هذه الرموز الاصلي وقد كان يحكم الصين قبل 1000 عام لكن أتباعه انقلبوا عليه وحولوه إلى تمثال وحولوا قدراته ال12 إلى رموز وبعثروها في العالم وهو الآن يريد استعادتها ليعود كما كان . يخوض جاكي العديد من المغامرات ليمنع اليد السوداء من أخذ الرموز لكن العصابة تنجح في أخذ الرموز واعطائها لشيندو فيتحرر شيندو ويهيمن على مملكته (الصين) لكن جاكي وعمه وابنة اخيه ينجحون في إعادة شيندو إلى وضعه السابق ثم ينفونه إلى العالم السفلي.

### الموسم الثاني
شيندو لم يمت ! حيث انه نفي إلى العالم السفلي مع اخوته واخواته من الاشرار . يقوم اخوة شيندو بتعذيبه واهانته لانه لم يحررهم حينما كان حرا فيخبرهم انه بامكانه تحريرهم فيخرج من العالم السفلي ويتلبس فالمونت ويسرق هو واليد السوداء صندوق بانكو الذي بامكانه فتح الابواب السبعة لاخوته وتحريرهم . يعلم جاكي وعائلته بالامر ويحاولون منع شيندو لكنه ينجح ويسرق الصندوق . ثم يكتشف جاكي وعمه ان شيندو واخوته قد حكموا العالم قبل الاف السنين وان رعاياهم ثاروا عليهم واستخدموا نوعا من القوة لسجنهم بعيدا وان صندوق بانكو هو الذي يمكنه فتح الابواب . ينجح شيندو في جسد فالمونت من فتح جميع الابواب السبعة لكن جاكي يعيد نفي جميع الاشرار إلى العالم السفلي وينفي شيندو معهم.

### الموسم الثالث
في الموسم الثالث يظهر الشرير دالن وونغ وهو أحد اعداء عم جاكي القدامى . يحاول دالن وونغ سرقة رموز شيندو من القسم 13 لكن جاكي يدمر الرموز فتنتشر طاقتها وتعود إلى الحيوانات . يستولي دالن وونغ على أعضاء اليد السوداء ويحولهم لجنوده ثم يحاول العثور على الحيوانات . جاكي والعم وابنة اخيه يحاولون أيضا العثور على الحيوانات قبل دالن وونغ
وفي النهاية يعيد دالن وونغ التنين شيندو إلى الأرض كي يحصل على قوة التنين ثم يغدر شيندو بدالن وونغ . ويحاول الحصول على قواه ال12 يمنع جاكي شيندو من الحصول على قواه لكنه ينجح ويستعيدها . لكن العم يلقي على شيندو تعويذة هي نفسها التي سجنته سابقا وحولته إلى حجر . ينجح الجد ويعود شيندو للوضع الحجري وتعود الرموز إلى الاحجار ويسجن دالن وونغ واليد السوداء.

### الموسم الرابع
دالن وونغ في السجن . يحاول أن يحرر نفسه ويحرر اليد السوداء عن طريق جيش الشادوخان ولكن عن طريق الخطأ يوقظ تراكودو ملك الشادوخان. هو ملك كل جيوش الشادوخان التسعة التي تعود إلى تسعة جنرالات يحكمهم تراكودو. وقد هيمن على العالم لكن انتهى حكمه بعد أن حوصرت قوى جنرالاته التسعة داخل الاقنعة. يستطيع تراكودو أن يعيد جنرالاته عن طريق ارتداء أي شخص لهذه الأقنعة. السيئ أنه بعد ارتدائها لايمكن أن تنزع إلا بقوى الخير. يجمع جاكي جميع الأقنعة التسعة ولكن نسي جاكي ان جمع الأقنعة في مكان واحد سيحرر الجنرالات المسجونين داخلها. وبالفعل تحرر الجنرالات التسعة وكل جنرال استدعى جيشه من الشادوخان وغمروا العالم في الظلام. لكن استطاع جاكي وفريقه أن يوقفم بهزم تراكودو رأس الأفعى وسجنه داخل قناعه وبعدها سجن معه كل جنرالاته وكل جيوش الشادوخان بعدها لم يستطع أحد استدعاء الشادوخان.

### الموسم الخامس
في الموسم الرابع جاء من المستقبل دريغو ابن التنين شيندو وحاول ان يحرر والده ولكن منعه جاكي وجييد من المستقبل. وسجن في القسم 13. لكنه استطاع الهرب، حين هزم شيندو واخوته الثمانية حبست قواهم داخل الرموز التي استعملت لهزيمتهم، لذا فدريغو يرغب في الحصول على القوى الثمانية لاعمامه وهي النجوم، القمر، الرعد، الأرض، الجبل، الرياح، والماء، لكن جاكي والعم يحاولون ايقافه في النهاية يحصل دريغو على جميع القوى الثمانية لوالده ولاعمامه، فيدرك العم انه مامن قوة على الأرض تستطيع ايقاف دريغو الا والده شيندو. لذا يحرره العم فيقاتل دريغو شيندو وفي النهاية يستخدم العم قوى الخير لشق صدع في الأرض يوشك دريغو على لسقوط في الصدع ثم ينادي ويستغيث بوالده حتى يراف به فعندما ياتي لسحبه يسحبه دريغو ويوقع والده في الصدع لكن شيندو يمسك بذيل دريغو فيسقطان سويا إلى العالم السفلي. يرحل التنين شيندو وابنه مع الرموز لذا يعود جاكي إلى عمله الاصلي علم الاثار.

## الشخصيات
- جاكي شان: بطل المسلسل وهو عالم اثار يعيش في الصين وهو حكيم ومقاتل قوي خبير بفنون القتال يعيش مع عمه في الصين .
- جييد: ابنة اخت جاكي أو ابنة ابن عمه هي فتاة صغيرة انتقلت للعيش مع جاكي لان والديها يتمنيان من جاكي ان يضبطها ويعلمها الادب ويحسن مستواها الدراسي وهي فتاة ذكية دائما تلاحق جاكي وتشتته في مهماته لكنها غالبا ما تنقذه .
- العم: هو عم جاكي لم يذكر اسمه لكنه رجل عجوز مشعوذ وخبير بقوة تشي ويملك متجرا لبيع الاثار والتحف دائما ما يهزم الاشرار بالوصفات التي يعدها
- توهرو: هو رجل ياباني كان يعمل مع اليد السوداء لكنه تركهم وذهب ليعمل مع جاكي طيب القلب وضخم وقوي ويحب جييد
- فالمونت: رئيس عصابة اليد السوداء والعقل المدبر لهم كان يجمع الرموز لصالح شيندو لكنه بعد ذلك افلس وتركه أعضاء عصابته
- دالن وونغ: هو الشرير دالن وونغ أحد الد اعداء العم وهو يحاول جمع رموز شيندو
- التورو: هو مصارع مكسيكي الاصل وهو صديق جاكي يساعده عدة مرات
- فايبر: لصة سابقة لكنها تعود إلى الصواب وتصبح صديقة جاكي ويكونون هي وجاكي وجييد وتهرو والتورو فريق يسمونه فؤيق جيي
- تراكودو: ملك الشادو خان والمهيمن على العالم قبل الاف السنين والعروف انه ملك الاوني وهي 9 اقنعة تعود إلى 9 جنرالات يحكمهم تراكودو الا انهم حبسوا داخل الاقنعة بعد ثورة شعبهم عليهم
- شيندو: التنين والوحش صاحب الرموز ال12 والجنرال الذي حكم الصين قبل 1000 عام لكنه سجن من قبل اتباعه الذين ثاروا عليه

## الأصوات العربية
- إياس أبو غزالة - جاكي شان
- ملك مرقدة - جيت، فايبر
- منصور السلطي - توهرو، دريو
- زكي كورديللو - فن، شيندو
- محمد مصطفى - راستو، فالمونت
- محمد فلفلة - ويبر

## الرموز
- الديك: رمز الديك هو الرمز الذي يمنح صاحبه قوى الارتفاع أو الطيران
- الثور: يمنح الثور القوة الجسدية
- الافعى: يستطيع من يمتلك رمز الافعى الاختفاء عن الانظار
- الخروف: يمكن الخروف الشخص من الخروج من جسده
- الارنب: يمكنك رمز الارنب من الركض بسرعة فائقة
- التنين: التنين هو الرمز المفضل لشيندو وهو يمنح قوة النار
- الجرذ: يستطيع رمز الجرذ تحريك اللامتحرك
- الحصان: رمز الحصان يشفي ويطرد السموم
- الكلب: رمز الكلب يحمي الشخص من أي ضرر خارجي
- الخنزير: رمز الخنزير يخرج اشعة حرارية من الاعين
- القرد: يحول رمز القرد أي شيء إلى أي حيوان
- النمر: يقسم النمر الشخص إلى الين واليانغ وهما الخير والشر داخل الإنسان

## روابط خارجية
- مغامرات جاكي شان على موقع IMDb (الإنجليزية)
- مغامرات جاكي شان على موقع ميتاكريتيك (الإنجليزية)
- مغامرات جاكي شان على موقع روتن توميتوز (الإنجليزية)
- مغامرات جاكي شان على موقع كينوبويسك (الروسية)
- مغامرات جاكي شان على موقع ألو سيني (الفرنسية)
- مغامرات جاكي شان على موقع قاعدة بيانات الفيلم (الإنجليزية)
- Current official site
- deleted official site